# Östergötlands runinskrifter 157
Östergötlands runinskrifter 157 är en vikingatida runsten på kyrkogården vid Tingstads kyrka mellan Norrköping och Söderköping. Den 1,4 meter höga stenen är av sandstenshaltig gnejs. Ristningen består av normalrunor i en slingor med raka avslut. Slingornas stilmässiga utformning innebär att stenen sannolikt är ristad före 1015.
Stenen har tidigare funnits i den sydöstra kyrkogårdsporten . På sin nuvarande plats restes den 1941

## Translitterering
I translittererad form lyder runinskriften:
--ti- + karþi × br(u) + þasi + a-tiR + hemkil + auk * siba sunu × sina

## Översättning
Enligt Erik Brates översättning till modern svenska är följande vad som står på stenen:
"Afrid gjorde denna bro efter Hemkel och Sibbe, sina söner."
Till skillnad från i den tydning av runinskriften som återges i Samnordisk runtextdatabas, och i denna artikel, innehåller det första personnamnet emellertid inte någon t-runa i Brates tydning.